# Georg Kroll (Unternehmer)
Georg Kroll (* 13. Oktober 1922; † 12. Februar 2015) war ein deutscher Unternehmer und 1977–1985 Präsident der Industrie- und Handelskammer Wuppertal-Solingen-Remscheid.

## Leben
Als Unternehmer war Kroll Generalbevollmächtigter der Westdeutschen Handelsgesellschaft Gebr. Sinn AG (1997 fusioniert zu SinnLeffers) in Köln sowie Geschäftsführer der Braubach & Plitt GmbH (1974 fusioniert zu Cordes, Braubach & Plitt) in Wuppertal.
Ab 1961 begann Kroll sich ehrenamtlich in der Handelskammer Wuppertal zu engagieren. 1965 gehörte er dem Präsidium an, und nachdem die Handelskammern Wuppertal, Solingen und Remscheid 1977 zu einer gemeinsamen Handelskammer im Bergischen Städtedreieck fusionierten, wurde er zum Präsidenten der IHK Wuppertal-Solingen-Remscheid gewählt. Er übergab dieses Amt 1985 an Jörg Mittelsten Scheid und wurde wegen seiner herausragenden Leistungen zum Ehrenpräsidenten ernannt.
Daneben gehörte Kroll mehrere Jahre dem Vorstand des Deutschen Industrie- und Handelstages (DIHT) an und wirkte viele Jahre als ehrenamtlicher Arbeits- und Handelsrichter.

## Ehrungen
- 1973: Bundesverdienstkreuz 1. Klasse[2]
- 1980: Großes Bundesverdienstkreuz[2]
- 1985: Ehrenpräsident der Industrie- und Handelskammer Wuppertal-Solingen-Remscheid[2]
- 1987: IHK-Ehrenplakette
- 1992: Verdienstorden des Landes Nordrhein-Westfalen[2][4]